# Aloe scaberrima
Aloe scaberrima é uma espécie de liliopsida do gênero Aloe, pertencente à família Asphodelaceae.